# Alex Harvey (Skilangläufer)

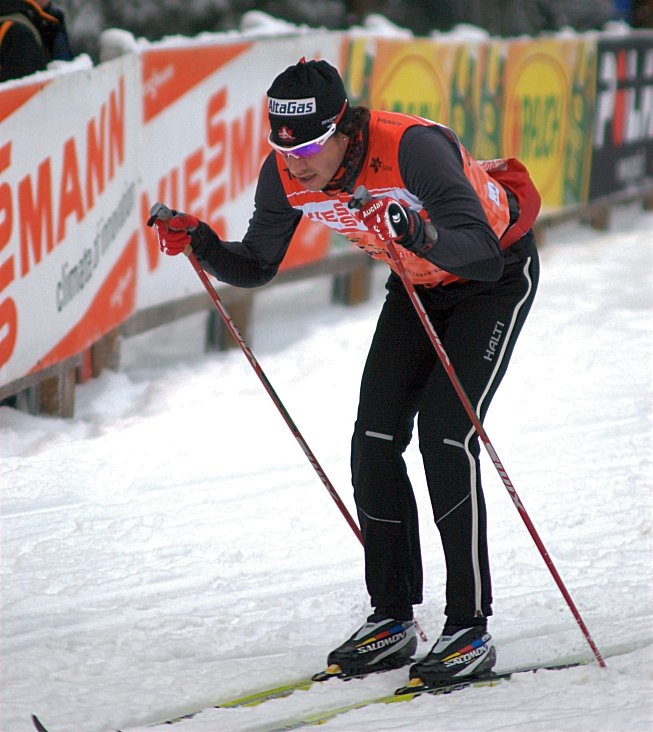
Alex Harvey (Tour de Ski, 2010)

Alex Harvey (* 7. September 1988 in Saint-Ferréol-les-Neiges, Québec) ist ein ehemaliger kanadischer Skilangläufer.

## Werdegang
Der Frankokanadier ist der Sohn von Pierre Harvey, einem mehrfachen kanadischen Olympiateilnehmer sowohl im Radsport als auch im Skilanglauf. Alex Harvey begann seine Langlaufkarriere im Club Nordique Mont Sainte-Anne. Er galt als einer der stärksten Nachwuchslangläufer Kanadas und gewann bei Juniorenweltmeisterschaften drei Medaillen (zweimal Bronze 2007 und einmal Silber 2008). 2006 wurde er kanadischer Meister über 10 km.
Im Nor-Am Cup gewann Harvey bisher sieben Rennen und war weitere neunmal am Podest. Sein Weltcup-Debüt hatte er im Februar 2008 in Otepää, wo er allerdings noch ohne Punkte blieb. Bei der Generalprobe für die Olympischen Winterspiele von Vancouver im Whistler Olympic Park im Januar 2009 gewann er erstmals Weltcuppunkte. Im Skiathlon wurde der Kanadier – begünstigt durch das Fehlen der meisten Weltklasse-Langläufer – Zwölfter. Tags darauf im Teamsprint gelang Alex Harvey zusammen mit George Grey eine Podestplatzierung mit Rang drei. In der Saison 2009/10 errang er den 22. Platz bei der Tour de Ski 2009/10 und den 32. Rang beim Weltcup-Finale in Falun. Seine besten Resultate bei den Olympischen Winterspielen 2010 in Vancouver waren der neunte Platz im Skiathlon, der siebte Rang mit der Staffel und der vierte Platz im Teamsprint. Sein erfolgreichstes Jahr bis dahin war 2011, als er sowohl bei den Nordischen Skiweltmeisterschaften der U23 als auch der Senioren eine Goldmedaille erringen konnte. Bei den Nordischen Skiweltmeisterschaften 2013 im Val di Fiemme holte er Bronze im Sprint.
Nach schwachen Start in die Saison 2013/14 mit Platz 42 bei den Nordic Opening in Kuusamo gewann Harvey bei der Tour de Ski 2013/14, die er nicht beendete, das Prologrennen und erreichte den zweiten Platz bei der Sprintetappe in Lenzerheide. Im Januar 2014 holte er im Sprint in Szklarska Poręba seinen ersten Weltcupsieg. Seine besten Platzierungen bei den Olympischen Winterspielen 2014 in Sotschi waren der 17. Rang im Skiathlon und der 12. Platz im Teamsprint. Beim Weltcup-Finale 2014 in Falun kam er auf den zweiten Gesamtplatz. Dabei gewann er das 30-km-Skiathlonrennen. Die Saison beendete er auf dem fünften Platz in der Distanzwertung und dem dritten Rang im Gesamtweltcup. In der Saison 2014/15 kam er bei 14 Teilnahmen im Weltcup fünfmal unter die ersten Zehn darunter der zehnte Platz bei der Nordic Opening in Ruka und der zweite Rang im Sprint in Östersund. Beim Saisonhöhepunkt den Nordischen Skiweltmeisterschaften 2015 in Falun gewann er Silber im Klassiksprint hinter Petter Northug und Bronze im Skiathlon hinter Maxim Wylegschanin und Dario Cologna. Die Saison beendete er im Gesamt und Distanzweltcup jeweils auf Rang neun. Zu Beginn der Saison 2015/16 wurde er Siebter bei der Nordic Opening in Ruka. Dabei belegte er den zweiten Platz über 10 km Freistil. Bei der Tour de Ski 2016 kam er auf den 14. Platz. Zum Saisonende errang er bei der Ski Tour Canada mit fünf Top-Zehn-Platzierungen, darunter Platz zwei im Sprint in Quebec, den fünften Gesamtplatz und erreichte den 13. Platz im Distanzweltcup und den siebten Platz im Gesamtweltcup. Nach Platz neun bei der Weltcup-Minitour in Lillehammer, errang er bei der Tour de Ski 2016/17 den siebten Platz. Dabei belegte er bei der Verfolgungsetappe über 15 km Freistil in Oberstdorf den dritten Platz. Ben den folgenden Weltcups siegte er in Toblach zusammen mit Len Väljas im Teamsprint und in Ulricehamn über 15 km Freistil. Außerdem gelang ihn in Ulricehamn der dritte Platz mit der Staffel. Beim Saisonhöhepunkt den Nordischen Skiweltmeisterschaften 2017 in Lahti wurde er Weltmeister im 50-km-Massenstartrennen. Zudem belegte er den 12. Platz im Sprint, den sechsten Rang zusammen mit Len Väljas im Teamsprint und den fünften Platz im Skiathlon. Zum Saisonende kam er beim Weltcup-Finale in Québec auf den zweiten Platz. Dabei siegte er bei der Sprintetappe und erreichte den 13. Platz im Sprintweltcup, den dritten Rang im Gesamtweltcup und den zweiten Platz im Distanzweltcup.
In der Saison 2017/18 wurde Harvey Vierter beim Ruka Triple und mit vier Top-Zehn-Platzierungen, darunter Platz drei im 15-km-Massenstartrennen im Fleimstal, Dritter bei der Tour de Ski 2017/18. Im Januar 2018 errang er in Seefeld in Tirol den zweiten Platz im Massenstartrennen über 15 km Freistil. Sein bestes Resultat beim Saisonhöhepunkt den Olympischen Winterspielen 2018 in Pyeongchang war der vierte Platz im 50-km-Massenstartrennen. Zum Saisonende belegte er den zweiten Platz beim Weltcupfinale in Falun. Dabei lief er bei der Schlussetappe die schnellste Zeit und beendete die Saison im Gesamt und im Distanzweltcup jeweils auf den vierten Platz. Zu Beginn der Saison 2018/19 errang er 16. Platz beim Lillehammer Triple. Dabei wurde er Dritter bei der Sprintetappe. Bei den Nordischen Skiweltmeisterschaften 2019 in Seefeld in Tirol kam er auf den 16. Platz im Sprint, jeweils auf den 12. Rang im 50-km-Massenstartrennen und mit der Staffel und auf den sechsten Platz im Skiathlon. Zum Saisonende lief er beim Weltcupfinale in Québec mit dem ersten Platz in der Verfolgung und dem zweiten Rang im 15-km-Massenstartrennen, auf den zweiten Platz und erreichte abschließend den 13. Platz im Gesamtweltcup und den 11. Rang im Distanzweltcup. Nach dem Weltcupfinale in Québec beendete er seine Karriere.

## Siege bei Weltcuprennen

### Weltcupsiege im Einzel
| Nr. | Datum           | Ort              | Disziplin                      |
| --- | --------------- | ---------------- | ------------------------------ |
| 1.  | 18. Januar 2014 | Szklarska Poręba | 1,5 km Sprint Freistil         |
| 2.  | 21. Januar 2017 | Ulricehamn       | 15 km Freistil Individualstart |

### Weltcupsiege im Team
| Nr. | Datum           | Ort     | Disziplin             |
| --- | --------------- | ------- | --------------------- |
| 1.  | 15. Januar 2017 | Toblach | Teamsprint Freistil 1 |

### Etappensiege bei Weltcuprennen
| Nr. | Datum             | Ort     | Disziplin                   | Rennen              |
| --- | ----------------- | ------- | --------------------------- | ------------------- |
| 1.  | 16. März 2012     | Falun   | 3,3 km Prolog Freistil      | Weltcup-Finale 2012 |
| 2.  | 28. Dezember 2013 | Oberhof | 4,5 km Prolog Freistil      | Tour de Ski 2013/14 |
| 3.  | 15. März 2014     | Falun   | 2 × 15 km Skiathlon         | Weltcup-Finale 2014 |
| 4.  | 17. März 2017     | Québec  | 1,5 km Sprint Freistil      | Weltcup-Finale 2017 |
| 5.  | 18. März 2018     | Falun   | 10 km Freistil Verfolgung 1 | Weltcup-Finale 2018 |
| 6.  | 24. März 2019     | Québec  | 15 km Freistil Verfolgung 1 | Weltcup-Finale 2019 |

## Teilnahmen an Weltmeisterschaften und Olympischen Winterspielen

### Olympische Spiele
- 2010 Vancouver: 4. Platz Teamsprint Freistil, 7. Platz Staffel, 9. Platz 30 km Skiathlon, 21. Platz 15 km Freistil, 32. Platz 50 km klassisch Massenstart
- 2014 Sotschi: 12. Platz Teamsprint klassisch, 17. Platz 30 km Skiathlon, 19. Platz Sprint Freistil, 19. Platz 50 km Freistil Massenstart
- 2018 Pyeongchang: 4. Platz 50 km klassisch Massenstart, 7. Platz 15 km Freistil, 8. Platz Teamsprint Freistil, 8. Platz 30 km Skiathlon, 32. Platz Sprint klassisch

### Nordische Skiweltmeisterschaften
- 2009 Liberec: 5. Platz Staffel, 22. Platz 30 km Skiathlon, 28. Platz Sprint Freistil, 36. Platz 15 km klassisch
- 2011 Oslo: 1. Platz Teamsprint klassisch, 5. Platz 50 km Freistil Massenstart, 7. Platz Sprint Freistil, 12. Platz 30 km Skiathlon
- 2013 Val di Fiemme: 3. Platz Sprint klassisch, 4. Platz Teamsprint Freistil, 12. Platz Staffel, 13. Platz 15 km Skiathlon, 28. Platz 50 km klassisch Massenstart
- 2015 Falun: 2. Platz Sprint klassisch, 3. Platz 30 km Skiathlon, 5. Platz 50 km klassisch Massenstart, 10. Platz Staffel
- 2017 Lahti: 1. Platz 50 km Freistil Massenstart, 5. Platz 30 km Skiathlon, 6. Platz Teamsprint klassisch, 12. Platz Sprint Freistil
- 2019 Seefeld in Tirol: 6. Platz 30 km Skiathlon, 12. Platz 50 km Freistil Massenstart, 12. Platz Staffel, 16. Platz Sprint Freistil

## Platzierungen im Weltcup

### Weltcup-Statistik
Die Tabelle zeigt die erreichten Platzierungen im Einzelnen.
- 1.–3. Platz: Anzahl der Podiumsplatzierungen
- Top 10: Anzahl der Platzierungen unter den ersten zehn
- Punkteränge: Anzahl der Platzierungen innerhalb der Punkteränge
- Starts: Anzahl gelaufener Rennen in der jeweiligen Disziplin
- Hinweis: Bei den Distanzrennen erfolgt die Einordnung gemäß FIS.

| Platzierung               | Distanzrennen a | Distanzrennen a | Distanzrennen a | Distanzrennen a | Distanzrennen a | Skiathlon Verfolgung | Sprint | Etappen- rennen b | Gesamt | Team   | Team    |
| Platzierung               | ≤ 5 km          | ≤ 10 km         | ≤ 15 km         | ≤ 30 km         | > 30 km         | Skiathlon Verfolgung | Sprint | Etappen- rennen b | Gesamt | Sprint | Staffel |
| ------------------------- | --------------- | --------------- | --------------- | --------------- | --------------- | -------------------- | ------ | ----------------- | ------ | ------ | ------- |
| 1. Platz                  | 2               |                 | 1               |                 |                 | 3                    | 2      |                   | 8      | 1      |         |
| 2. Platz                  |                 | 1               | 2               | 1               |                 | 2                    | 4      | 4                 | 14     |        |         |
| 3. Platz                  |                 |                 | 2               |                 | 1               | 3                    | 1      | 1                 | 8      | 1      | 1       |
| Top 10                    | 5               | 5               | 23              | 4               | 4               | 33                   | 24     | 14                | 112    | 3      | 4       |
| Punkteränge               | 12              | 11              | 47              | 11              | 9               | 47                   | 57     | 23                | 217    | 4      | 7       |
| Starts                    | 13              | 14              | 62              | 12              | 11              | 56                   | 90     | 25                | 283    | 4      | 7       |
| Stand: Saisonende 2018/19 |                 |                 |                 |                 |                 |                      |        |                   |        |        |         |

### Weltcup-Gesamtplatzierungen
| Saison  | Gesamt | Gesamt | Distanz | Distanz | Sprint | Sprint |
| Saison  | Punkte | Platz  | Punkte  | Platz   | Punkte | Platz  |
| ------- | ------ | ------ | ------- | ------- | ------ | ------ |
| 2008/09 | 287    | 25.    | 201     | 21.     | 6      | 99.    |
| 2009/10 | 167    | 48.    | 118     | 31.     | 13     | 82.    |
| 2010/11 | 552    | 10.    | 190     | 21.     | 182    | 10.    |
| 2011/12 | 974    | 6.     | 546     | 7.      | 212    | 13.    |
| 2012/13 | 259    | 34.    | 188     | 23.     | 43     | 45.    |
| 2013/14 | 766    | 3.     | 342     | 5.      | 264    | 8.     |
| 2014/15 | 518    | 9.     | 313     | 9.      | 153    | 13.    |
| 2015/16 | 889    | 7.     | 422     | 13.     | 143    | 18.    |
| 2016/17 | 1128   | 3.     | 588     | 2.      | 178    | 13.    |
| 2017/18 | 1179   | 4.     | 594     | 4.      | 85     | 25.    |
| 2018/19 | 604    | 13.    | 313     | 11.     | 101    | 26.    |